# Ле Форначи (Гросето)
Ле Форначи је насеље у Италији у округу Гросето, региону Тоскана.
Према процени из 2011. у насељу је живело 25 становника. Насеље се налази на надморској висини од 479 м.